# Erik Adolf Edgren
Erik Adolf Edgren, född 1858, död 1921 i Washington D.C., var en svensk kompositör och organist.

## Biografi
Musiklärare och organist i Betesdakyrkan i Stockholm. Psalmförfattare och sångboksutgivare. Emigrerade till USA 1892. Där var han bosatt på flera olika ställen, bland annat en period i Omaha då han tjänstgjorde som organist i Agustanakyrkan. Han avled i Washington D.C. 26 november 1921.
Han utgav sångsamling Fridssånger 1855 med en musikversion 1887. År 1892 gav han ut en sångsamling med fyra häften med titeln Gitarristen. Representerad i Svenska Missionsförbundets sångbok 1920 (SMF 1920) och i de laestadianska sångböckerna Sions Sånger 1951 och 1981' 
Edgren använde signaturen E—n.

## Psalmer
- Det finns en ros, en Sarons lilja (Segertoner 1930 nr 162)
- Det finns ett hem, där evig frid skall råda. Nr 445 i SMF 1920, i en bearbetad version av Carl Boberg. Melodin tonsatt av Maria Edgren.
- Det finns ett hem, där evig sång skall klinga Sions Sånger 1951 och 1981.
- Ned ifrån himmelen höga Fridssånger 1887.
- Staden där ovan är härlig i Sionstoner 1912 nr 357, Lova Herren 1988 nr 697, översatte 1889 en amerikansk text.

1. 1 2  Gemeinsame Normdatei, Deutsche Nationalbibliotheks katalog-id-nummer: 118921573X7749153-1, läst: 25 juli 2025.[källa från Wikidata]